# フィレンツェ＝ローマ線
フィレンツェ＝ローマ線 (ferrovia Firenze-Roma) は、イタリアの主要鉄道路線である。フィレンツェ＝ローマ高速鉄道線（ディレッティッシマ）の建設以前はイタリア内でとくに重要な路線となっていた。
フィレンツェ・サンタ・マリア・ノヴェッラ駅とローマ・テルミニ駅を316kmで結ぶ伝統のある路線である。現在は州内列車やフィレンツェとローマ間のインターシティー、多くの貨物列車が利用している。
ディレッティッシマの交通量を少なくしたり、カバーしきれない小さな駅に停まるために、何種類かの列車がこの在来線を利用する。

## 特徴
複線で電化されていて、ディレッティッシマの路線との相互接続点が設けられている。
二つの路線はヴァルダルノとオルテで交差している。
相互接続点と分岐:
- Valdarno Nord（ヴァルダルノ北）
- Valdarno Sud（ヴァルダルノ南）
- Arezzo Nord（アレッツォ北）
- Arezzo Sud（アレッツォ南）
- Chiusi Nord（キウージ北）
- Chiusi Sud（キウージ南）
- Orvieto Nord（オルヴィエート北）
- Orvieto Sud（オルヴィエート南）
- Orte Nord（オルテ北）
- Orte Sud（オルテ南）

## 沿線、駅と停車場
|  |          | ボローニャ行き路線。ヴィアレッジョ行き路線。ピサ/リヴォルノ行き路線 |                                                                   |
|  | 0.00/--- | フィレンツェ・サンタ・マリア・ノヴェッラ/フィレンツェ・リフレディ   | フィレンツェ・サンタ・マリア・ノヴェッラ/フィレンツェ・リフレディ |
|  |          |                                                                     |                                                                   |
|  | 2.00     | フィレンツェ・スタトゥート                                          | フィレンツェ・スタトゥート                                        |
|  |          | ボルゴ・サン・ロレンツォ/ファエンツァ行き路線                       |                                                                   |
|  | 5.00     | フィレンツェ・カンポ・ディ・マルテ                                  | フィレンツェ・カンポ・ディ・マルテ                                |
|  | 8.00     | フィレンツェ・ロヴェッツァーノ                                      | フィレンツェ・ロヴェッツァーノ                                    |
|  |          | 「ディレッティッシマ」相互接続                                      |                                                                   |
|  | 13.00    | コンピオッビ                                                        | コンピオッビ                                                      |
|  | 17.00    | シエーチ                                                            | シエーチ                                                          |
|  | 21.00    | ポンタッシエーヴェ                                                  | ポンタッシエーヴェ                                                |
|  |          | ボルゴ・サン・ロレンツォ/ファエンツァ行き路線                       |                                                                   |
|  | 27.00    | サンテッレロ                                                        | サンテッレロ                                                      |
|  | 29.00    | リニャーノ・スッラルノ＝レッジェッロ                                | リニャーノ・スッラルノ＝レッジェッロ                              |
|  | 36.00    | インチーザ                                                          | インチーザ                                                        |
|  |          | 「ディレッティッシマ」相互接続 Valdarno Nord                        |                                                                   |
|  | 41.00    | フィリーネ・ヴァルダルノ                                            | フィリーネ・ヴァルダルノ                                          |
|  | 48.00    | サン・ジョヴァンニ・ヴァルダルノ                                    | サン・ジョヴァンニ・ヴァルダルノ                                  |
|  | 54.00    | モンテヴァルキ＝テッラヌオーヴァ                                    | モンテヴァルキ＝テッラヌオーヴァ                                  |
|  |          | 「ディレッティッシマ」相互接続 Valdarno Sud                         |                                                                   |
|  | 61.00    | ブーチネ                                                            | ブーチネ                                                          |
|  | 66.00    | ラテリーナ                                                          | ラテリーナ                                                        |
|  | 72.00    | ポンティチーノ                                                      | ポンティチーノ                                                    |
|  |          | 「ディレッティッシマ」相互接続 Arezzo Nord                          |                                                                   |
|  |          | プラトヴェッキオ/スティーア行き路線                                 |                                                                   |
|  | 88.00    | アレッツォ                                                          | アレッツォ                                                        |
|  |          | シナルンガ行き路線                                                  |                                                                   |
|  |          | 「ディレッティッシマ」相互接続 Arezzo Sud                           |                                                                   |
|  | 106.00   | カスティリオーン・フィオレンティーノ                                | カスティリオーン・フィオレンティーノ                              |
|  | 116.00   | カムチーア＝コルトーナ                                              | カムチーア＝コルトーナ                                            |
|  | 122.00   | テレントラ＝コルトーナ                                              | テレントラ＝コルトーナ                                            |
|  |          | ペルージャ＝フォリーニョ行き路線                                    |                                                                   |
|  | 133.00   | カスティリオーン・デル・ラーゴ                                      | カスティリオーン・デル・ラーゴ                                    |
|  |          | 「ディレッティッシマ」相互接続 Chiusi Nord                          |                                                                   |
|  | 151.00   | キウージ＝キャンチャーノ・テルメ                                    | キウージ＝キャンチャーノ・テルメ                                  |
|  |          | シエーナ＝エンポリ行き路線                                          |                                                                   |
|  |          | 「ディレッティッシマ」相互接続 Chiusi Sud                           |                                                                   |
|  | 168.00   | ファブロ＝フィクッレ                                                | ファブロ＝フィクッレ                                              |
|  | 180.00   | アッレローナ＝カステル・ヴィスカルド                                | アッレローナ＝カステル・ヴィスカルド                              |
|  |          | 「ディレッティッシマ」相互接続 Orvieto Nord                         |                                                                   |
|  | 191.00   | オルヴィエート                                                      | オルヴィエート                                                    |
|  |          | 「ディレッティッシマ」相互接続 Orvieto Sud                          |                                                                   |
|  | 211.00   | アルヴィアーノ                                                      | アルヴィアーノ                                                    |
|  | 219.00   | アッティリアーノ＝ボマルツォ                                        | アッティリアーノ＝ボマルツォ                                      |
|  |          | ヴィテルボ行き路線                                                  |                                                                   |
|  | 225.00   | バッサーノ・イン・テヴェリーナ                                      | バッサーノ・イン・テヴェリーナ                                    |
|  |          | 「ディレッティッシマ」相互接続 Orte Nord                            |                                                                   |
|  |          | フォリーニョ＝アンコーナ行き路線                                    |                                                                   |
|  | 233.00   | オルテ                                                              | オルテ                                                            |
|  |          | カプラーニカ行き路線                                                |                                                                   |
|  |          | 「ディレッティッシマ」相互接続 Orte Sud                             |                                                                   |
|  | 242.00   | ガッレ-ゼ・テヴェリーナ                                             | ガッレ-ゼ・テヴェリーナ                                           |
|  | 246.00   | チーヴィタ・カステッラーナ＝マリアーノ                              | チーヴィタ・カステッラーナ＝マリアーノ                            |
|  | 255.00   | コッレヴェッキオ                                                    | コッレヴェッキオ                                                  |
|  | 260.00   | スティミリアーノ                                                    | スティミリアーノ                                                  |
|  | 263.00   | ガヴィニャーノ・サビーノ                                            | ガヴィニャーノ・サビーノ                                          |
|  | 268.00   | ポッジョ・ミルテート                                                | ポッジョ・ミルテート                                              |
|  | 279.00   | ファーラ・サビーナ＝モンテリブレッティ                              | ファーラ・サビーナ＝モンテリブレッティ                            |
|  | 285.00   | ピアーナ・ベッラ・ディ・モンテリブレッティ                          | ピアーナ・ベッラ・ディ・モンテリブレッティ                        |
|  | 291.00   | モンテロトンド＝メンターナ                                          | モンテロトンド＝メンターナ                                        |
|  |          | 「ディレッティッシマ」相互接続                                      |                                                                   |
|  | 300.00   | セッテバーニ                                                        | セッテバーニ                                                      |
|  |          | グランデ・ラッコルド・アヌラーレ                                    |                                                                   |
|  | 303.00   | フィデーネ                                                          | フィデーネ                                                        |
|  | 305.00   | ヌオーヴォ・サラーリオ                                              | ヌオーヴォ・サラーリオ                                            |
|  | 309.00   | ローマ・ノメンターナ                                                | ローマ・ノメンターナ                                              |
|  | 311.00   | ローマ・ティブルティーナ                                            | ローマ・ティブルティーナ                                          |
|  |          | リヴォルノ＝ピサ行き路線                                            |                                                                   |
|  | 316.00   | ローマ・テルミニ                                                    | ローマ・テルミニ                                                  |